# Version 6 Unix
La Sexta Edición Unix, también llamada Versión 6 Unix o simplemente V6, fue la primera versión del sistema operativo Unix que se lanzó ampliamente fuera de Bell Labs. Fue lanzado en mayo de 1975 y, al igual que su predecesor directo, estaba dirigido a la familia de minicomputadoras DEC PDP-11. Fue reemplazada por la Versión 7 Unix en 1978/1979, aunque los sistemas V6 permanecieron en funcionamiento regular hasta al menos 1985.
AT&T Corporation obtuvo la licencia de la Versión 5 Unix solo para instituciones educativas, pero también la licencia de la versión 6 para usuarios comerciales por $20000 USD, y siguió siendo la versión más utilizada hasta la década de 1980.
Un V6 mejorado fue la base de la primera versión de Unix vendida comercialmente, IS/1 de INTERACTIVE. El propio PWB/UNIX 1.0 de Bell también se basó en V6, mientras que las versiones anteriores (inéditas) se basaron en V4 y V5. Whitesmiths produjo y comercializó un clon V6 (compatible con binario) con el nombre de Idris.

## Código fuente

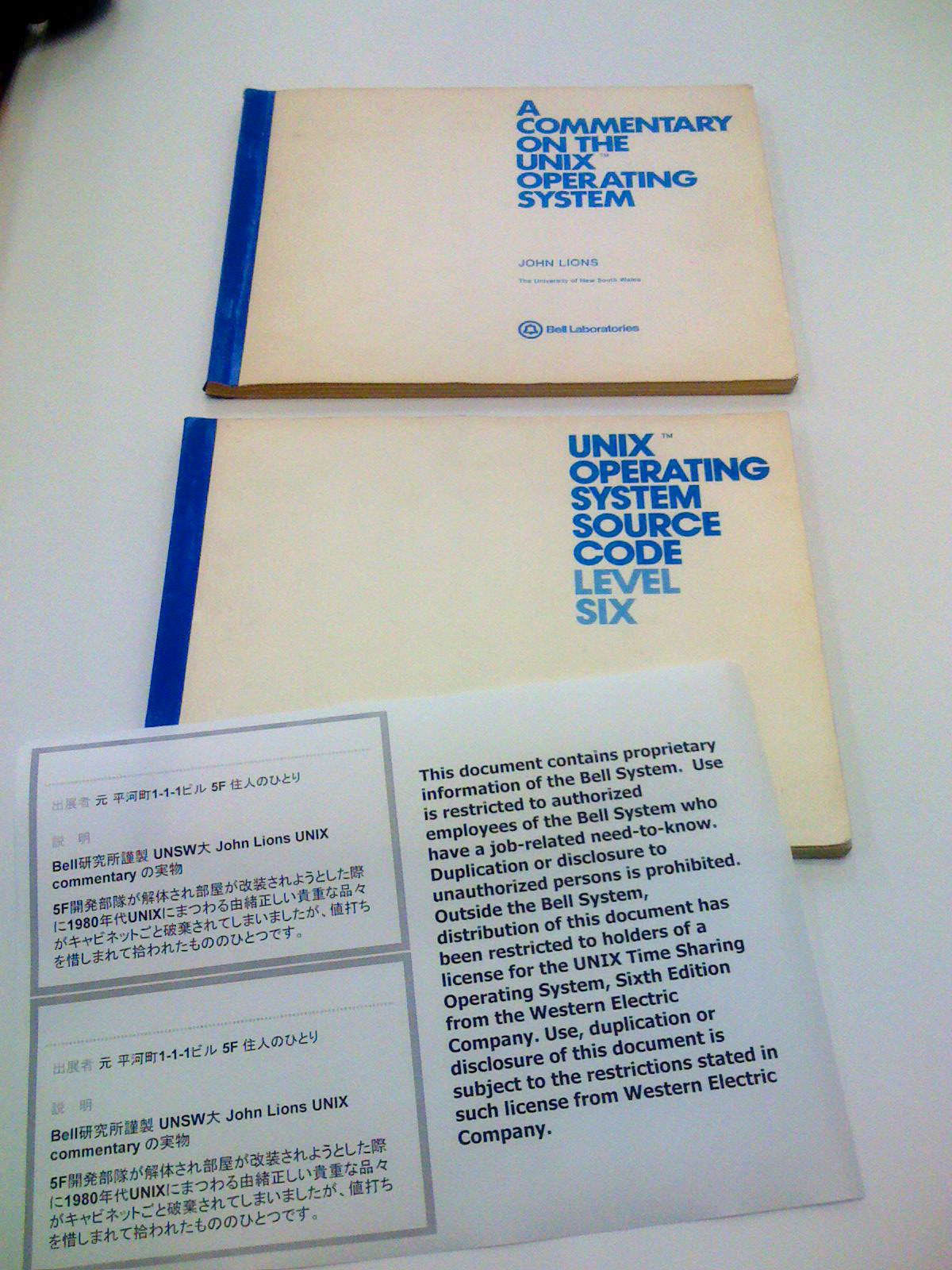
Libros originales, código fuente y comentarios de John Lions.

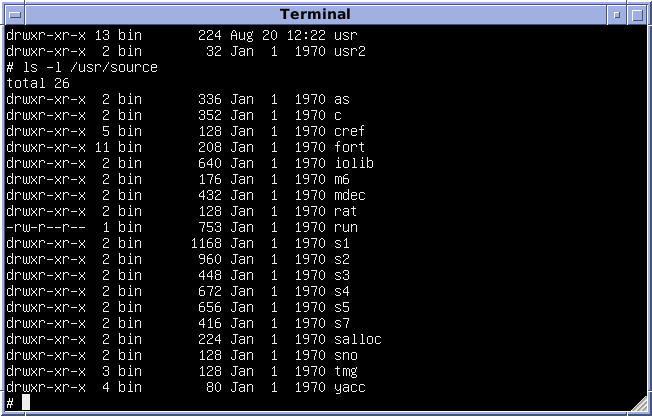
Navegando a través de /usr/source en la Versión 6 Unix, ejecutándose en SIMH

V6 Unix se lanzó como una distribución que incluía el código fuente completo. Dado que el código fuente estaba disponible y la licencia no era lo suficientemente explícita como para prohibirlo, V6 fue adoptado como una herramienta de enseñanza, en particular por la Universidad de California en Berkeley, la Universidad Johns Hopkins y la Universidad de Nueva Gales del Sur (UNSW).
UC Berkeley distribuyó un conjunto de programas complementarios llamados First Berkeley Software Distribution o 1BSD, que luego se convirtió en una distribución completa del sistema operativo.
El famoso comentario del profesor John Lions de la UNSW sobre UNIX 6a edición de John Lions fue una selección editada de las partes principales del kernel implementadas para un Digital PDP-11/40, y fue la principal fuente de documentación del kernel para muchos de los primeros desarrolladores de Unix. Debido a restricciones de licencia en versiones posteriores de Unix, el libro se distribuyó principalmente mediante fotocopias samizdat.
El código fuente del Unix V6 original estuvo disponible posteriormente como software gratuito bajo una licencia BSD de SCO Group.

## Portabilidad

### Interdata 7/32
En 1977, Richard Miller y Ross Nealon, trabajando bajo la supervisión del profesor Juris Reinfelds en la Universidad de Wollongong, completaron un puerto de V6 Unix a Interdata 7/32, demostrando así la portabilidad de Unix y su nuevo lenguaje de programación de sistemas C en la práctica. Su Wollongong Interdata UNIX, Nivel 6 también incluía utilidades desarrolladas en Wollongong, y versiones posteriores tenían características de V7, en particular su compilador C. Wollongong Unix fue el primer port a una plataforma distinta a la serie de computadoras PDP, lo que demostró que los sistemas operativos portátiles eran factibles y que C era el lenguaje en el que escribirlos. En 1980, esta versión obtuvo la licencia de The Wollongong Group en Palo Alto, que la publicó como Edición 7.

### Interdata 8/32
Casi al mismo tiempo, se completó un puerto de Bell Labs para Interdata 8/32, pero no se lanzó externamente. El objetivo de este puerto era mejorar la portabilidad de Unix de manera más general, así como producir una versión portátil del compilador C. El Compilador de C Portable (PCC) resultante se distribuyó con la V7 y muchas versiones posteriores de Unix, y fue utilizado para producir el puerto UNIX/32V a la VAX.

### IBM VM/370
Un tercer proyecto de portabilidad de Unix se completó en Princeton, Nueva Jersey, en 1976–1977, donde se adaptó el kernel de Unix para que se ejecutara como invitado en el entorno de virtualización VM/370 de IBM (ver Amdahl UTS).

## Variantes y extensiones
Bell Labs desarrolló varias variantes de V6, incluido MINI-UNIX simplificado para modelos PDP-11 de gama baja, LSI-UNIX o LSX para LSI-11, y el sistema operativo en tiempo real UNIX/RT, que fusionó V6 Unix y el hipervisor Multientorno en tiempo real (MERT) anterior.
Después de que AT&T decidiera que la distribución por parte de Bell Labs de una serie de correcciones de errores anteriores a V7 constituiría soporte (rechazado por un acuerdo antimonopolio), se entregó una cinta con el conjunto de parches a Lou Katz de USENIX, quien los distribuyó.
La Universidad de Sydney lanzó el Método de Contabilidad de Acciones de Unix Australiano, (en inglés) Australian Unix Share Accounting Method (AUSAM) en enero de 1978, una variante V6 con seguridad mejorada y contabilidad de procesos, además de las cincuenta correcciones que se filtraron de Bell Labs. Hubo varios lanzamientos posteriores.
En el Bloque del Este, aparecieron clones de V6 Unix para clones PDP-11 construidos localmente (MNOS, luego aumentado para compatibilidad parcial con BSD Unix) y para la computadora personal Elektronika BK (BKUNIX, basada en LSX).
V6 se utilizó para la enseñanza en elMIT en 2002 hasta 2006, y posteriormente reemplazado por un clon más simple llamado xv6.